# Stenorhynchus yangi
Stenorhynchus yangi is een krabbensoort uit de familie van de Inachidae. De wetenschappelijke naam van de soort is voor het eerst geldig gepubliceerd in 1989 door Goeke.